# Fabián Coelho
Fabián Coelho, né le 20 janvier 1977 à Artigas, est un footballeur international uruguayen évoluant au poste de milieu de terrain. 
Son club phare est le Nacional Montevideo avec lequel il dispute 11 saisons de 1re division consécutives de 1996 à 2006 et y glane 6 titres de champion national.

## Palmarès
| Compétitions internationales      | Compétitions nationales                                                                                              |
| - Copa América - Finaliste : 1999 | - Championnat d'Uruguay (6) - Champion : 1998, 2000, 2001, 2002, 2005, 2006 - Vice-champion : 1996, 1999, 2003, 2004 |